# Федора

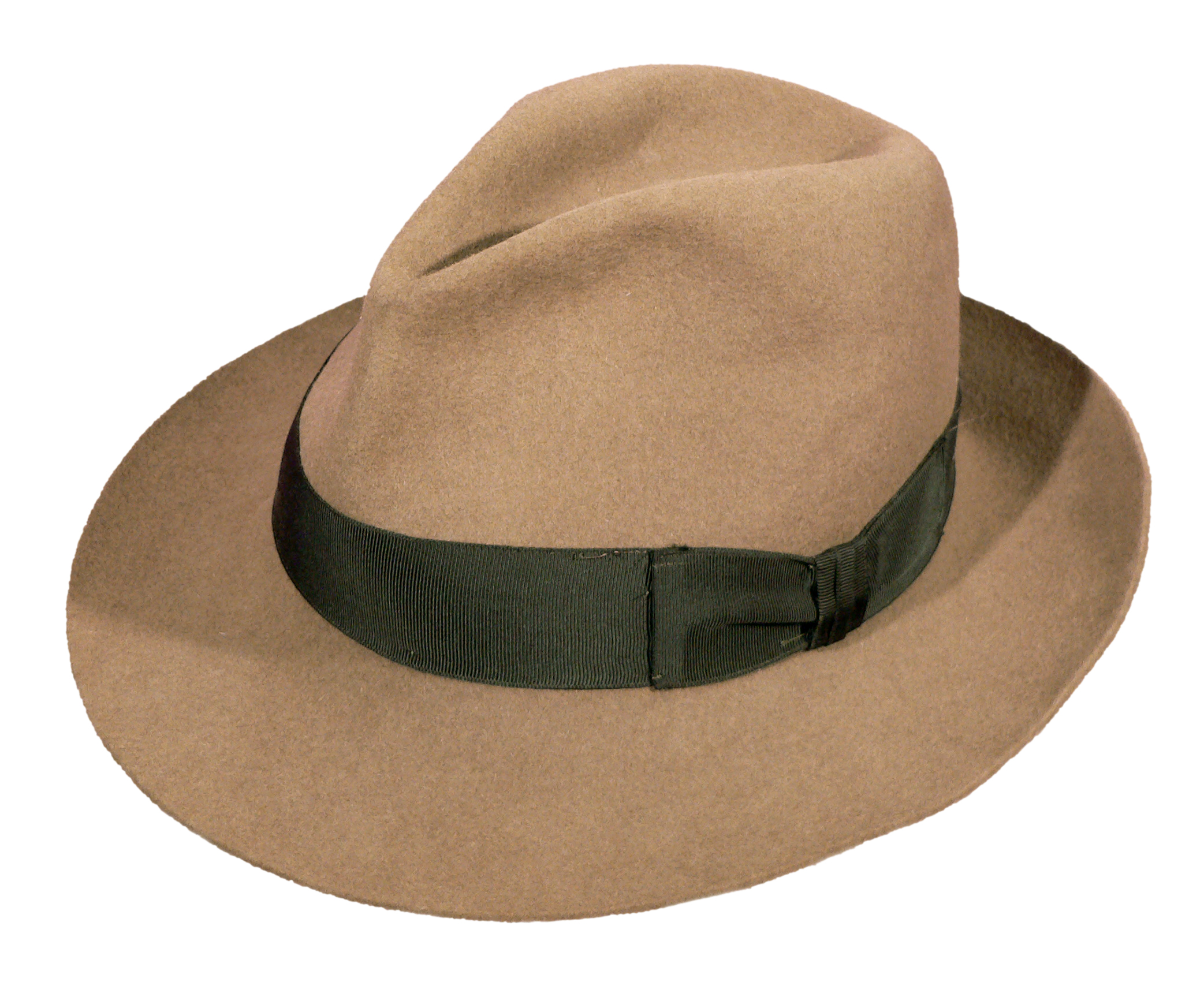
Федора

Федо́ра (англ. fedora), іноді борсалі́но (італ. borsalino) — тип фетрового капелюха з широкими крисами й заломом на наголовку. Зазвичай розширюється донизу й має дві ум'ятини по боках. Наголовок може мати округлу, краплеподібну або діамантоподібну форму, поздовжній і центральний заломи, розташування бічних ум'ятин може бути різним.
Назва «федора» увійшла в ужиток з 1891 року: після спектаклю «Федора» Віктор'єна Сарду. Акторка Сара Бернар, відома своєю схильністю до трансвестизму подвійної ролі, носила там капелюшик саме такого фасону. Інша назва — «борсаліно» — пов'язана з італійською фірмою «Борсаліно», що мала у своєму асортименті багато моделей цих капелюхів.

## Опис
Матеріалом для федори слугує фетр з вовни кролика або бобра. До вовни останніх часто додають вовну інших тварин — норки або шиншили, рідше — мохер, вовну вікуньї, гуанако. Також матеріалом для їх виготовлення можуть слугувати солома, бавовна, церата, прядиво, льон і шкіра.
Ширина крисів становить близько 6,5 см, але трапляються ширші криси. Висота наголовку 11 см (капелюхи з нижчим наголовком і вужчими крисами відомі як «трилбі»), на ньому можуть бути зроблені отвори для вентиляції. Зазвичай федора має стрічку навколо наголовка з тасьми або шкіри, іноді — підкладку або тасьму усередині. Зрідка її споряджають підборідним ременем.

## Історія

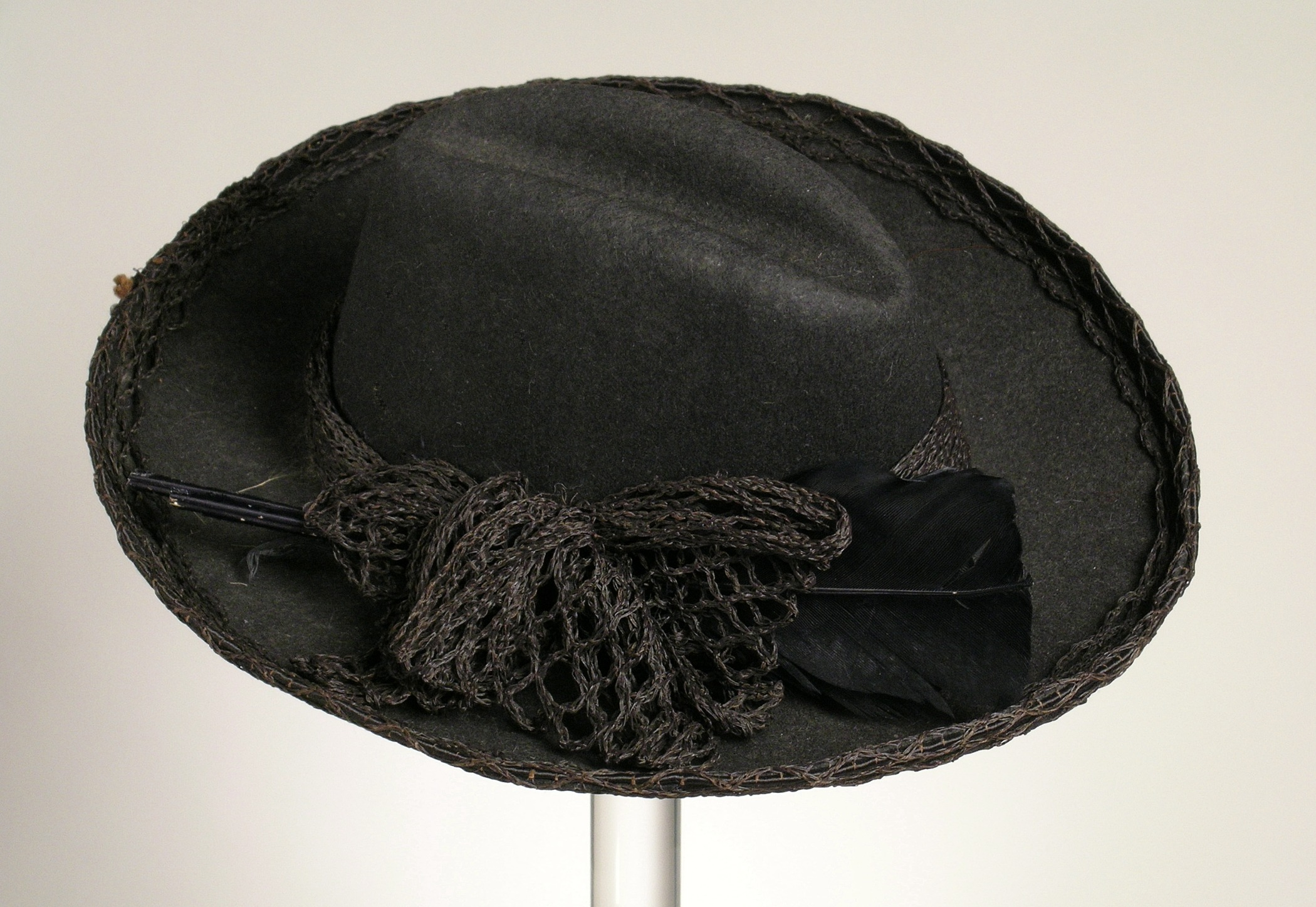
Жіноча модель федори, 1896

Капелюхи схожої форми увійшли в ужиток наприкінці XIX ст. «Федорами» вони стали називатися з 1891 року: після лондонської прем'єри п'єси «Федора», написаної драматургом Віктор'єном Сарду у 1882 році. Сара Бернар, граючи головну героїню, російську княжну Федору Романову, носила капелюшик з дедалі ширшим донизу наголовком і м'якими крисами. Первісно мода на неї поширилася серед жінок, для яких вона стала символом боротьби за свої права. Після того як британський принц Едуард став носити федору у 1924 році, вона прийшла і до чоловічого гардеробу. З початку XX ст. чорні федори можуть бути частиною повсякденного костюму харедим і представників інших течій ортодоксального юдаїзму.

## У популярній культурі
Капелюх федора в багатьох асоціюється з добою гангстерів і сухого закону у США, які збіглися з періодом її популярності — від 1920-х до початку 1950-х . На початку XXI ст. вона стає символом хіпстерів.
Федора дещо повернула собі популярність завдяки серіям фільмів та відеоігор про Індіану Джонса.
Майкл Джексон часто носив федору на концертах, зустрічах і у відеокліпах.
У цьому капелюсі виступає Патрік Стамп, федори різних фасонів також носить Джонні Депп .
Чоловік у червоній федорі зображений на логотипі компанії Red Hat. Також Федора — називається дистрибутив Лінукс від Red Hat, який позиціюється, як дистрибутив для використання вдома та офісі.

## Галерея

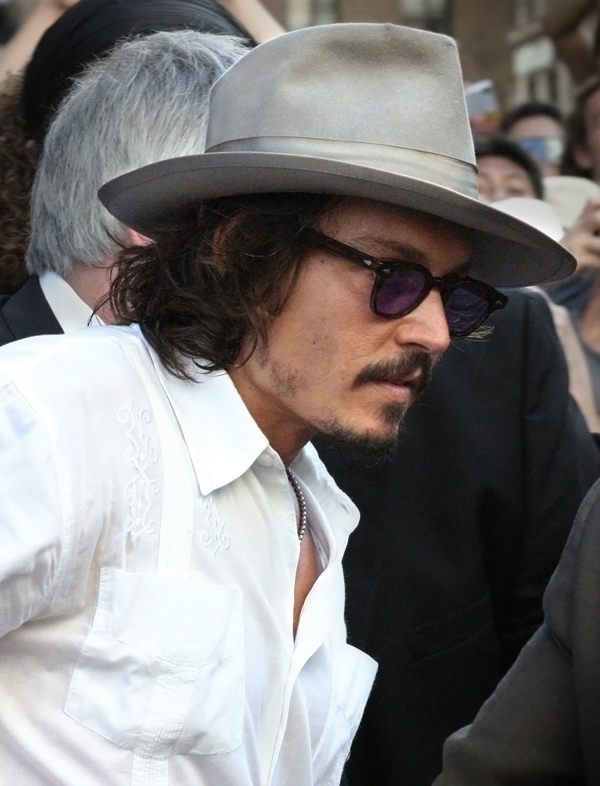
Джонні Депп у федорі
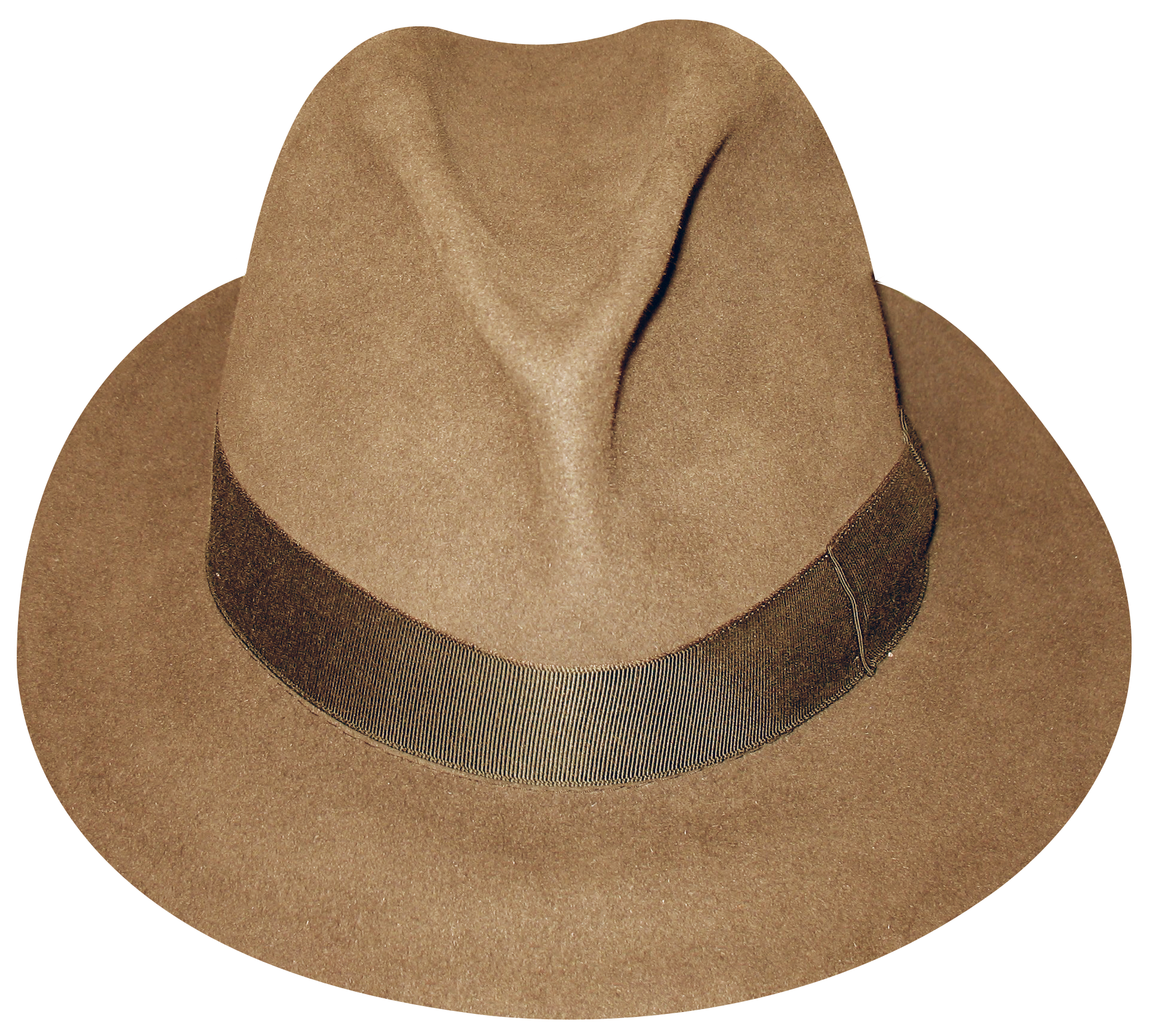
Федора Індіани Джонса
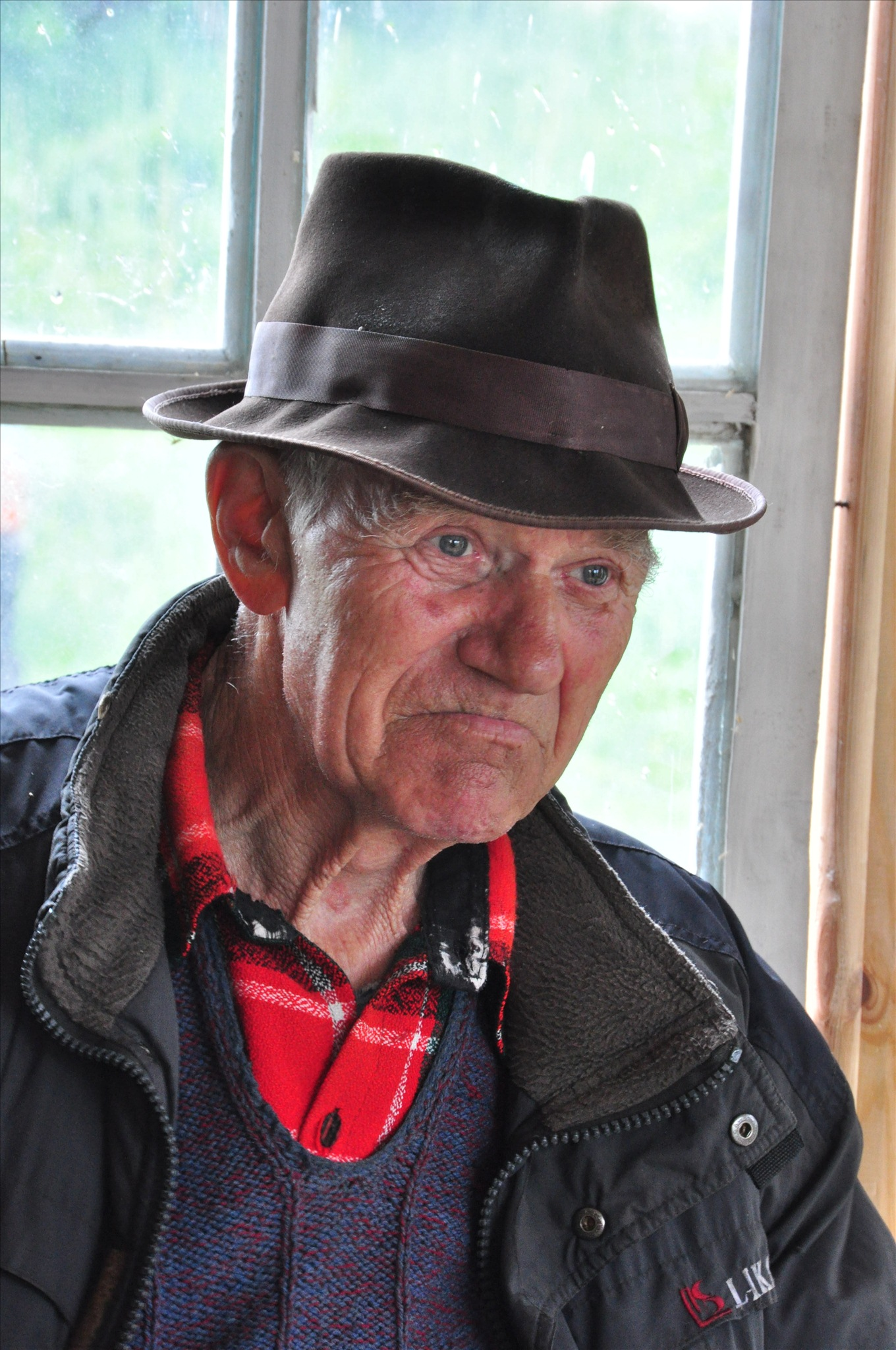
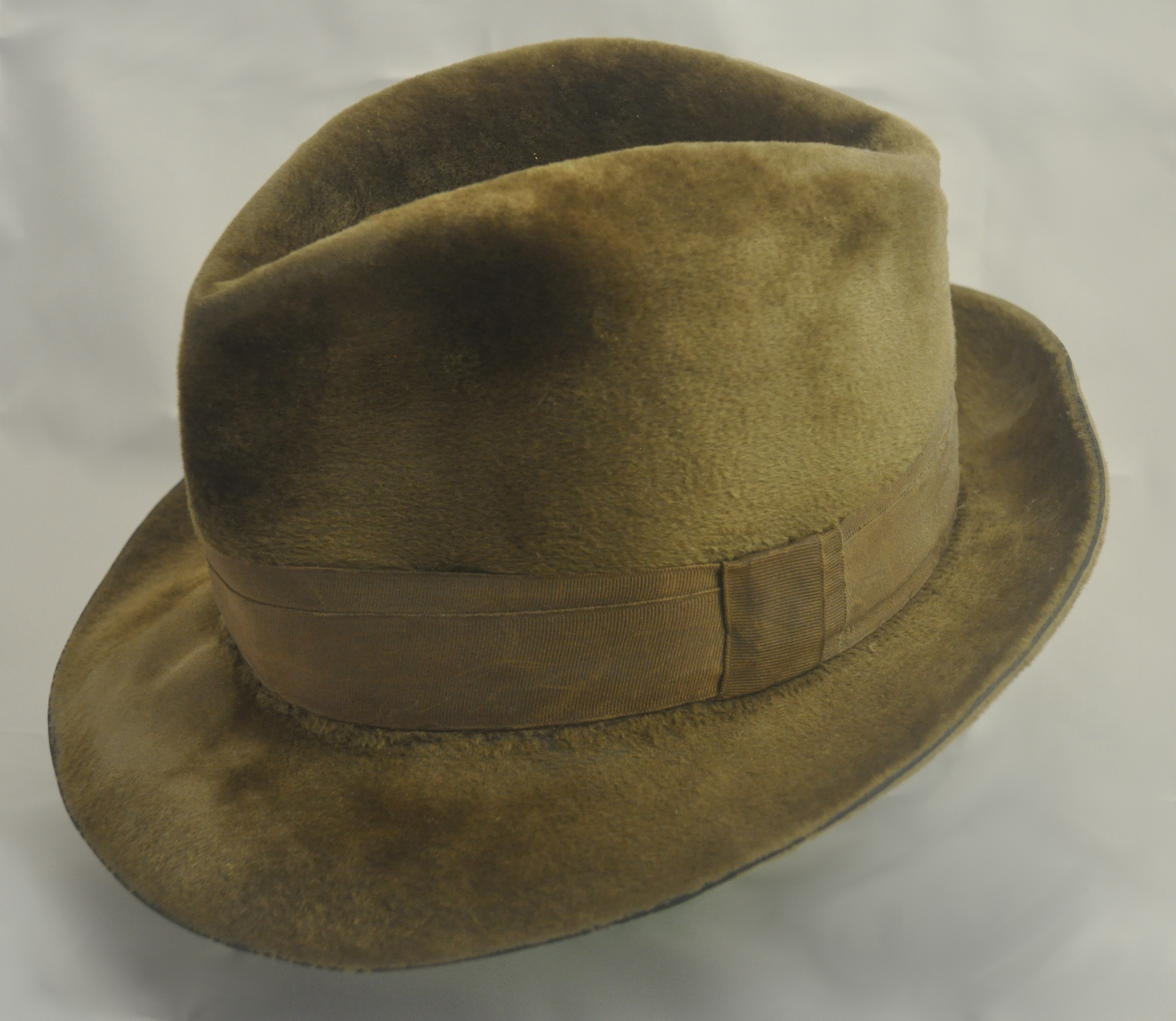
Федора з велюру
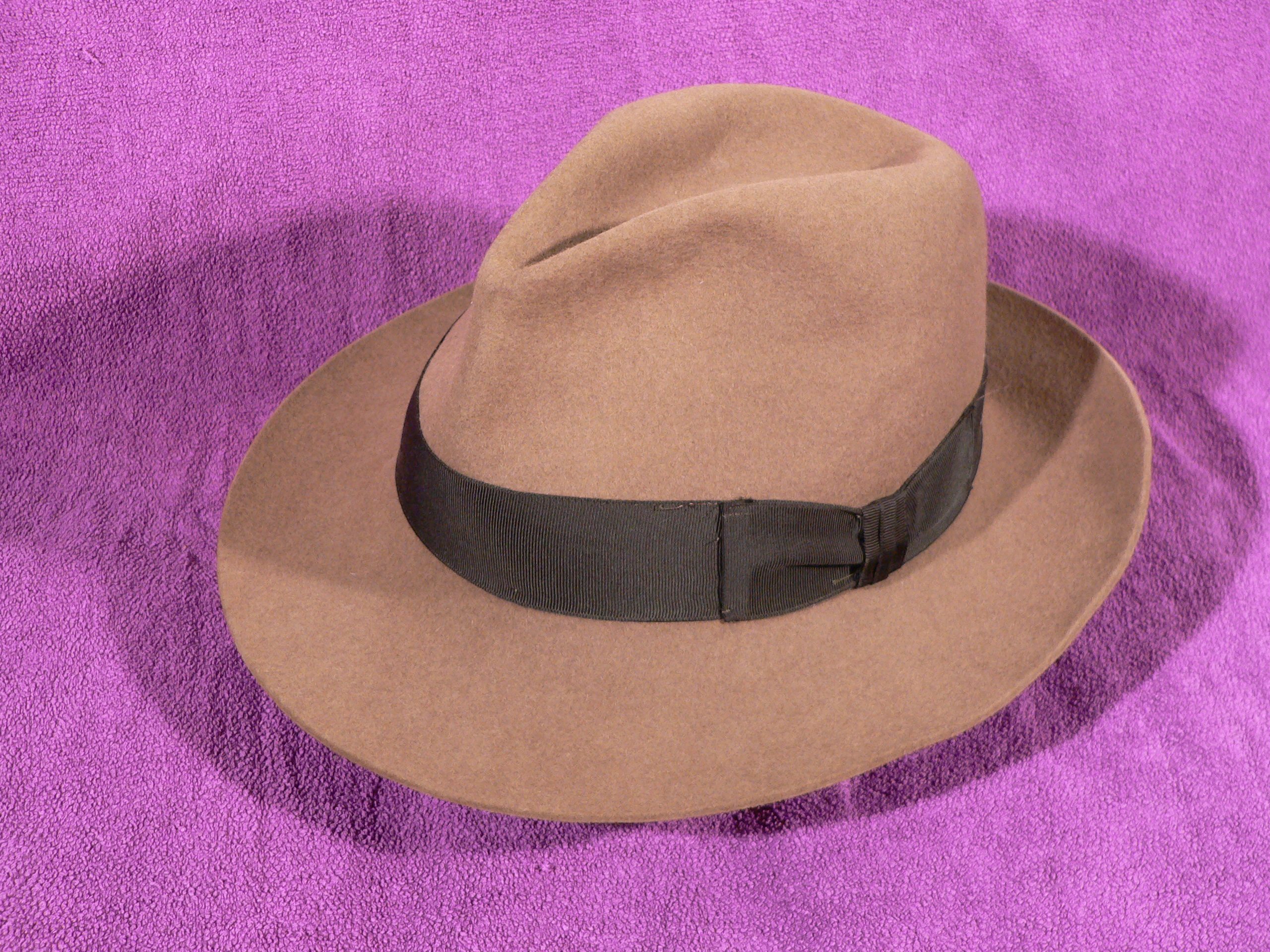
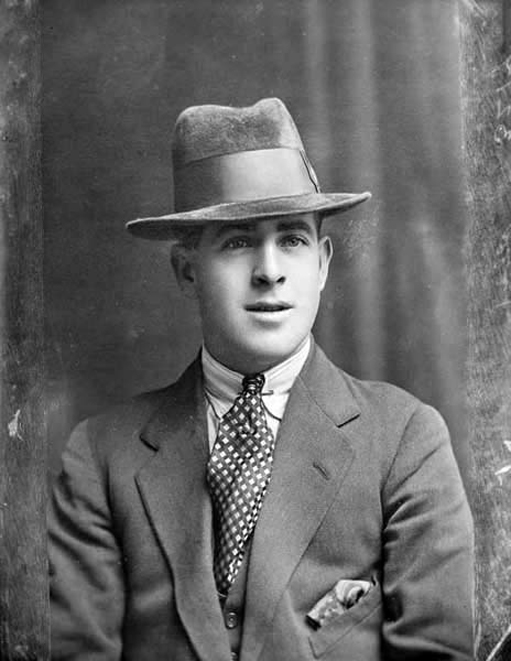
Чоловік у федорі. Ірландія, 1924
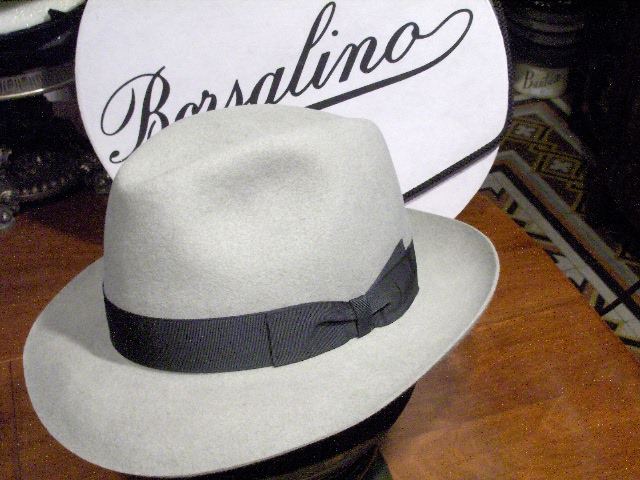
Федора фірми «Борсаліно»